# Gagny

Gagny en la Petite Couronne.

Gagny es una comuna (municipio) de Francia, en la región de Isla de Francia, departamento de Sena-San Denis, en el distrito de Le Raincy. La comuna forma por sí sola el cantón homónimo.
No está integrada en ninguna Communauté d'agglomération.

## Demografía
| 828 | 731 | 675 | 798 | 948 | 910 | 993 | 1 084 | 1 120 | 1 347 | 1 487 | 1 735 | 1 954 | 2 358 | 3 007 | 3 236 | 3 670 | 4 057 | 4 954 | 5 920 | 6 736 | 9 736 | 13 253 | 13 495 | 13 783 | 17 255 | 29 004 | 35 780 | 36 772 | 34 861 | 36 059 | 36 715 | 38 220 |
| Para los censos de 1962 a 1999 la población legal corresponde a la población sin duplicidades (Fuente: INSEE [Consultar]) |     |     |     |     |     |     |       |       |       |       |       |       |       |       |       |       |       |       |       |       |       |        |        |        |        |        |        |        |        |        |        |        |

Forma parte de la aglomeración urbana parisina.